# 扎多羅若克
51°21′2″N 28°17′47″E / 51.35056°N 28.29639°E
扎多羅若克（烏克蘭語：Задорожок），是烏克蘭北部的村莊，隸屬日托米爾州的科羅斯滕區。該村面積0.02平方公里，海拔高度283米，2001年人口95，人口密度每平方公里3,958.33人。